# 1452 w polityce
Wydarzenia polityczne w 1452 roku.

## Wydarzenia w Polsce
- 24 sierpnia-2 września – w Sieradzu obradował sejm walny.
- data nieznana – Łęknica otrzymała prawa miejskie.

## Wydarzenia na świecie
- 16 marca – król Niemiec Fryderyk III ożenił się z księżniczką portugalską Eleonorą Aviz.
- 19 marca – Fryderyk III został koronowany na cesarza rzymskiego.
- 18 czerwca – papież Mikołaj V wydał bullę Dum Diversas, w której zezwolił Portugalii na „atak, podbicie i ujarzmienie Saracenów, pogan i innych wrogów Chrystusa gdziekolwiek byliby znalezieni”.

## Urodzili się
- 10 marca – Ferdynand Aragoński, król Aragonii, Sycylii, Kastylii i Neapolu (zm. 1516)
- 27 lipca – Ludwik Sforza, książę Mediolanu (zm. 1508)
- 2 października – Ryszard III, król Anglii (zm. 1485)

## Zmarli
- 4 października – Bolesław II cieszyński (ur. ok. 1428)